# Ледохович
Ледохо́вич — хутор в составе Александровского района (муниципального округа) Ставропольского края России.

## География
Расстояние до краевого центра: 100 км.
Расстояние до районного центра: 15 км.

## История
На 1 марта 1966 года хутор числился в составе сельсовета Конезавода № 170 с центром в хуторе Новокавказский:7, на 1 января 1983 года — в составе Новокавказского сельсовета:9.
18 февраля 1992 года Малый Совет Ставропольского краевого Совета народных депутатов решил «Образовать в Александровском районе Средненский сельсовет с центром в хуторе Средний. Включить в состав Средненского сельсовета хутора Средний, Конный, Красный Чонгарец, Ледохович, выделенные из состава Новокавказского сельсовета Александровского района».
До 16 марта 2020 года хутор входил в упразднённый Средненский сельсовет.

## Население
| 1989 | 2002 | 2010 | 2014 | 2021 | 2023 |
| ---- | ---- | ---- | ---- | ---- | ---- |
| 178  | ↘150 | ↗152 | ↘100 | →100 | ↗155 |

По данным переписи 2002 года в национальной структуре населения русские составляют 66 %.

## Инфраструктура
Фельдшерско-акушерский пункт